# بيورغ إيفا جنسن
بيورغ إيفا جنسن (بالنرويجية البوكمول: Bjørg Eva Jensen)‏ هي متزلجة نرويجية، ولدت في 15 فبراير 1960 في لارفيك في النرويج.

## وصلات خارجية
- بيورغ إيفا جنسن على موقع أرشيف الدراجات (الإنجليزية)
- بيورغ إيفا جنسن على موقع إحصائيات الدراجات الإحترافية (الإنجليزية)
- بيورغ إيفا جنسن على موقع نسبة الدراجات (الإنجليزية)
- بيورغ إيفا جنسن على موقع CycleBase (الإنجليزية)
- بيورغ إيفا جنسن على موقع SpeedSkatingBase.eu (الإنجليزية)
- بيورغ إيفا جنسن على موقع SpeedSkatingNews.info (الإنجليزية)
- بيورغ إيفا جنسن على موقع SpeedSkatingStats.com (الإنجليزية)
- بيورغ إيفا جنسن على موقع اللجنة الأولمبية الدولية (الإنجليزية)
- بيورغ إيفا جنسن على موقع أوليمبيديا (الإنجليزية)